# فیلیس فاگ
فیلیِس فاگ (انگلیسی: Phileas Fogg) شخصیت اصلی رمان دور دنیا در هشتاد روز نوشته ژول ورن است که در اواخر دوره ویکتوریا زندگی می‌کند. وی با دوستان خود در باشگاه به مبلغ ۲۰٬۰۰۰ پوند شرط می‌بندد که دور دنیا را در ۸۰ روز بپیماید. فاگ به همراهی خدمتکار وفادارش به نام ژان، معروف به «پاسپارتو»، عازم سفر می‌شود. وی سفر خویش را از شهر لندن آغاز می‌کند.